# Idaea hercyniae
Idaea hercyniae är en fjärilsart som beskrevs av Müller 1936. Idaea hercyniae ingår i släktet Idaea och familjen mätare. Inga underarter finns listade i Catalogue of Life.